# Hemocentro de Natal
O Centro de Hemoterapia e Hematologia de Natal é uma clínica situada no bairro do Tirol, em Natal. Foi inaugurado em 5 de março de 1990, na gestão do governador Geraldo Melo. Inicialmente havia sido planejado que o hemocentro faria exames de sífilis, mal de Chagas, hepatite e AIDS, mas, além disso, a clínica absorveu os serviços de hematologia e hemoterapia até então oferecidos pela Universidade Federal do Rio Grande do Norte.